# Muirs Highway
Der Muirs Highway ist eine rund 160 Kilometer lange Fernstraße im Südwesten des australischen Bundesstaates Western Australia.

## Verlauf
Der Highway verbindet den South Western Highway in Manjimup mit dem Albany Highway in Mount Barker. Die Straße ist auf ihrer gesamten Länge nur einspurig pro Fahrtrichtung ausgebaut.

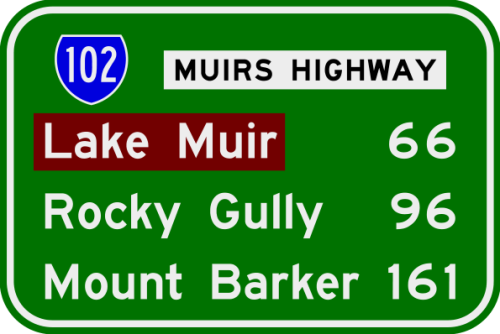
Entfernungen der Orte am Muirs Highway von Manjimup aus

Die Straße zweigt in Manjmup vom South Western Highway (R1) nach Ost-Südosten ab. Sie verläuft durch wenig besiedeltes Gebiet mit ausgedehnten Karri- und „Jarrah“-Wäldern.
Die einzige größere Ansiedlung ist der kleine, landwirtschaftlich geprägte Ort Rocky Gully.
Etwa in der Mitte der 150 Kilometer langen Strecke führt der Highway am Nordufer des Lake Muir, eines kleinen Sees in der Beadmore Ridge, der dem Highway seinen Namen verlieh, entlang. In Mount Barker erreicht die Straße den Albany Highway (S30) und endet.